# Toeristenbelasting
Onder de naam toeristenbelasting kan in Nederland door een gemeente of een openbaar lichaam BES een belasting worden geheven van natuurlijke personen die binnen de gemeente of openbaar lichaam verblijf houden, maar niet als ingezetene in de gemeentelijke basisadministratie van persoonsgegevens zijn ingeschreven (artikel 224 Gemeentewet) of niet-ingezetene zijn (artikel 53 FinBES).
Artikel 224 Gemeentewet luidt:
1. Ter zake van het houden van verblijf binnen de gemeente door personen die niet als ingezetene in de gemeentelijke basisadministratie persoonsgegevens zijn ingeschreven, kan een toeristenbelasting worden geheven.
2. Voor zover de belasting wordt geheven van degene die gelegenheid tot verblijf biedt, is deze bevoegd de belasting als zodanig te verhalen op degene ter zake van wiens verblijf de belasting verschuldigd wordt.

Voor het antwoord op vragen als wie geldt als de belastingplichtige, wat het voorwerp is van de belasting, wat het belastbare feit is, wat de heffingsmaatstaf is en het tarief, dient de belastingverordening van de betreffende gemeente of openbaar lichaam te worden geraadpleegd (artikel 217 Gemeentewet of artikel 41 FinBES).
Vaak gaat het (ook om praktische redenen) alleen om overnachtingen. Veelal wordt de belasting geheven van degenen die gelegenheid tot verblijf bieden (hoteleigenaren, appartementshouders). In sommige gemeenten worden verschillende tarieven gerekend per verblijfstype, zoals campings en hotels.
Soms wordt ook dagverblijf belast; op Terschelling bijvoorbeeld wordt apart belast het verblijf overdag op de dag van aankomst; bij overnachting komt daar het bedrag per nacht bij. De reder int de belasting voor de eerste dag en draagt die af.
Wie in de gemeente overnacht waar je bent ingeschreven in de basisadministratie, hoeft deze belasting niet te betalen. 

## Oorsprong van de toeristenbelasting
De toeristenbelasting is in de jaren 1970 ingevoerd om gemeenten, die extra kosten maken door het huisvesten van grote aantallen toeristen, extra financiële middelen te geven. Bezoekers die overnachten in de gemeente, dragen hierdoor bij aan de voorzieningen waar zij gebruik van maken. Het aantal gemeenten dat toeristenbelasting heft, is in de afgelopen 40 jaar flink toegenomen. Anno 2013 heffen 318 gemeenten (78%) toeristenbelasting.
Toeristenbelasting wordt steeds minder als bijdrage aan toeristische voorzieningen gebruikt en steeds meer als dekkingsmiddel van de gemeentelijke begrotingen. Uit onderzoek van de Kamer van Koophandel blijkt dat het aantal gemeenten dat de opbrengsten geheel of gedeeltelijk besteedt aan toeristisch-recreatieve voorzieningen tussen 2008 en 2011 is gedaald.

## Watertoeristenbelasting
Ook verblijf op het water in een andere gemeente wordt belast op een vergelijkbare manier. Voor een verblijf van twee uur of langer is een niet-inwonende belasting verschuldigd. In jachthavens is de ondernemer verantwoordelijk voor het innen van de watertoeristenbelasting. Iemand kan voor één nacht niet zowel voor toeristenbelasting als watertoeristenbelasting aangeslagen worden.

## Tariefsystemen
Voor overnachtingen zijn er drie manieren waarop de hoogte van de belasting vastgesteld wordt:
- De gemeente rekent een vast tarief per overnachting per persoon. Dit kan verschillen per soort overnachtingslocatie,
- De gemeente rekent een percentage van de overnachtingsprijs,
- Voor toeristen met een vaste staplaats (camping) of ligplaats (jachthaven) wordt een vast bedrag berekend, een forfaitair tarief. Dit is gebaseerd op het geschatte gemiddelde verblijf. Hierbij kan de grootte van de staplaats of boot een rol spelen in het tarief.